# Паларе
Паларе (итал. Pallare) је насеље у Италији у округу Савона, региону Лигурија.
Према процени из 2011. у насељу је живело 693 становника. Насеље се налази на надморској висини од 394 м.

## Становништво
Према резултатима пописа становништва 2011. у општини је живело 957 становника.
| 1931. | 1936. | 1951. | 1961. | 1971. | 1981. | 1991. | 2001. | 2011. |
| ----- | ----- | ----- | ----- | ----- | ----- | ----- | ----- | ----- |
| 1.107 | 1.182 | 1.324 | 1.186 | 1.039 | 937   | 932   | 934   | 957   |